# Gaspar de Zúñiga
Don Gaspar de Zúñiga Acevedo y Fonseca, quinto conte di Monterrey (Monterrei, 1560 – Lima, 16 marzo 1606), è stato un nobile spagnolo, nono viceré della Nuova Spagna. Governò dal 5 novembre 1595 al 26 ottobre 1603. Dal 18 gennaio 1604 alla morte, avvenuta nel 1606, fu viceré del Perù.

## Primi compiti
De Zúñiga y Acevedo fu il primogenito del quarto conte di Monterrei, Géronimo de Acevedo y Zúñiga. Studiò a Monterrei sotto la guida dei gesuiti. Nel 1578 entrò al servizio di re Filippo II. Partecipò alla campagna portoghese, dove guidò la milizia galiziana, pagando di tasca propria i finanziamenti. De Zúñiga y Acevedo partecipò anche alla difesa del porto di La Coruña quando fu attaccato dal corsaro inglese Francis Drake nel 1589.

## Operato da viceré
Il 28 maggio 1595 de Zúñiga y Acevedo fu nominato viceré della Nuova Spagna. Giunse nella colonia, a Veracruz, a metà settembre, come successore di Luis de Velasco. Il 5 novembre 1595 fece l'entrata solenne a Città del Messico, prendendo in mano le redini del governo.
Aumentò le tasse agli indiani, ma si dice che facesse particolare attenzione a soddisfare le loro richieste di aiuto per evitare che venissero sfruttati.
Il 20 settembre 1596 Diego de Montemayor fondò la città di Monterrey, Nuevo León. Il nome della città rendeva onore alla moglie del viceré.
Nel 1597 alcuni pirati attaccarono il porto di Campeche, conquistando il centro cittadino e terrorizzando gli abitanti. De Zúñiga y Acevedo ordinò un incremento della protezione dei porti. Spostò anche la città di Veracruz dal vecchio sito all'attuale posizione, più sicura.
Nel 1598 morì Filippo II, e Filippo III ne prese il posto come re.
Nel 1601 gli indiani di Topia si ribellarono di nuovo agli spagnoli, ma grazie all'influenza di Idefonso de la Mota, vescovo di Guadalajara, furono convinti a desistere. I gesuiti in seguito stabilirono alcuni missioni nella regione di Tarahumara.

## Esplorazioni
Tra i primi atti da viceré vi fu l'organizzazione di una spedizione via terra per l'esplorazione e colonizzazione della parte settentrionale del Nuovo Regno di León y Castilla (attuale Nuovo Messico), continuando la politica del predecessore. La spedizione fu guidata da Juan de Oñate, il quale fondò la città di Santa Fe, senza però trovare le leggendarie Sette città d'oro delle province di Cibola e Quivira.
Inviò anche due spedizioni ad esplorare la costa pacifica del Messico. Sebastián Vizcaíno salpò da Acapulco nel 1596 con tre navi. Durante il viaggio Vizcaino fondò La Paz, chiamata così per la calorosa accoglienza data loro dagli indiani. Scoprì anche Capo San Sebastián.
Una successiva spedizione di Vizcaino, con lo stesso obbiettivo, salpò il 5 maggio 1602 con quattro navi. Questa volta lo sforzo portò a migliori risultati. Fu fondata Ensenada, esplorata San Diego Bay e dato il nome a Isola di Santa Catalina. Gli esploratori si spinsero a nord fino a Baia di Monterey, Alta California, a cui Vizcaino diede il nome del viceré.

## Viceré del Perù
Il 19 maggio 1603 Zúñiga y Acevedo divenne viceré del Perù. Rimase in Nuova Spagna fino a settembre, in attesa dell'arrivo del successore, Juan de Mendoza y Luna. Dopo l'arrivo del nuovo viceré, i due si incontrarono ad Orizaba, a metà strada tra Veracruz e Città del Messico. Qui de Zúñiga y Acevedo tenne una festa che durò una settimana, e che costò più di un anno di stipendio da viceré.
Il nuovo viceré assunse i poteri in Nuova Spagna ad ottobre, ed in quel mese de Zúñiga y Acevedo salpò da Acapulco verso Lima.
Affari privati lo trattennero a Panama e Paita. Non arrivò a Lima prima del 28 novembre 1604. Qui portò a termine i preparativi per l'invio di Pedro Fernandes de Queirós verso i mari del sud. La spedizione salpò il 21 dicembre 1605. Poco dopo morì, ancora in carica ma senza aver avuto il tempo di far partire le riforme.